# Marinc
Marinc je priimek več znanih Slovencev:
- Andrej Marinc (*1930), politik (agronom)
- Ivo Marinc (1923 - 2007), tekstilni tehnolog
- Janja Marinc (*1943), kegljavka
- Kamilo Marinc (1919 - 2015), tekstilni tehnik, gospodarstvenik
- Marjan Marinc (1921 - 1990), dramatik, igralec in režiser
- Vera Marinc (1925 - ?), slovensko-srbska slikarka